# Fantazio
Pour les articles homonymes, voir Fantasio et Denys.
 (mars 2019).
Si vous disposez d'ouvrages ou d'articles de référence ou si vous connaissez des sites web de qualité traitant du thème abordé ici, merci de compléter l'article en donnant les références utiles à sa vérifiabilité et en les liant à la section « Notes et références ».
Fantazio, de son vrai nom Fabrice Denys, né le 22 novembre 1972 à Paris, est un musicien (contrebassiste), chanteur et comédien français. Auteur-compositeur-interprète, il réalise des disques, des spectacles et des performances depuis 1989. En 2016, il est invité en résidence à l'Académie de France à Rome.
Son style musical, ses improvisations, vont du jazz contemporain, au rock’n’roll et au punk qu'il accompagne de chants, parfois torturés, sur des textes poétiques ou philosophiques, dans différentes langues.

## Biographie
Né d'un père français (Ivan Denys, résistant et auteur) et d'une mère argentine, Fantazio se familiarise dès l'enfance à différentes cultures et musiques, en particulier lors de voyages en Argentine et en Colombie. Adolescent, il s'intéresse à la psychanalyse ainsi qu'aux troubles psychiques tels l'autisme.[réf. souhaitée] Il parle français, italien, espagnol, anglais et mandarin[réf. souhaitée], et joue de plusieurs instruments.
Dès ses douze ans, Fantazio s'approche du mouvement punk.
De 1989 à 2000, il réalise des performances en solo (chant et contrebasse). Il se produit pendant une dizaine d'années dans les lieux informels telles que des galeries d'art, des bars ou des squats.
Il se produit dans toute la France, puis à Berlin (1996) et au Japon (1997).
En 1999, il crée un duo avec le percussionniste Benjamin Colin, sous le nom de « Monnaie de singe » (voyages sonores[pas clair] entre bruits et musiques).
En 2000, il forme le « Fantazio Gang » avec notamment Benjamin Colin, Frank Williams, Pierre Chaumié, Stéphane Daniélidès et Denis Schuler, ainsi que Benjamin Sanz, Daniel Duchowney et Cyril Andrieu. De même que des invités ponctuels, tels Emiko Ota et Relu Merisan. Le Fantazio Gang se produit jusqu'en 2013.
Jusqu'en 2002, Fantazio refuse de graver sa musique sur support et évite les maisons de disque. 
En 2002 sort son premier CD, Black Betty - Live à Rennes. Il s'agit d'un concert-performance hip-hop / rockabilly / old-time music, enregistré aux Ateliers du Vent à Rennes, en compagnie de Dgiz, Stephen Harrison et Cyrille Andrieu. La pochette de ce CD est réalisée par le peintre Popay, qui a conçu l'univers graphique de Fantazio de 1996 à 2010[réf. souhaitée].
À partir de 2005, Fantazio décide de se produire essentiellement lors de rencontres improvisées[réf. souhaitée]. En 2008, il crée plusieurs trios, dont « Penne all'Arrabbiata » (avec Francesco Pastacaldi et Aymeric Avice) et « Fantazio sauve son âme » (avec Frank Williams et Benjamin Colin).
Il joue en Belgique (2005 à 2010, Cinéma Nova, Beursschouwburg), dans les Balkans (2007), en Pologne (2012) et en Ukraine (2014).
En 2012, à la suite d'une tournée en Inde, Fantazio fonde le groupe « Indus Bandits »[réf. souhaitée] (avec Kavitha Gopi, Paul Jacob et Francesco Pastacaldi) avec lequel il se produira jusqu'en 2014.
En 2014, il crée le « Fantazio Mobile Social Service »[réf. souhaitée] avec Francesco Pastacaldi, Emiko Ota et Julien Boudart.
En 2016, il devient résident de l'Académie de France à Rome (dite la Villa Médicis).
Au cours de ces dernières années, Fantazio collabore avec Akosh Szelevényi, Joëlle Léandre, René Lacaille, Jean-François Vrod, Rodolphe Burger, Yves Robert, Grand Corps Malade, Pierre Meunier, Bertrand Belin, le Quatuor Béla, Jean-Paul Curnier, Sarah Murcia, Jean-Jacques Birgé, Denis Charolles, Camille Boitel, Jean-Yves Ruff, Noemi Boutin, Sylvaine Hélary, Antonin Rayon, François Tanguy, Katherina Ex, L'Illustre Famille Burattini, Kitsou Dubois, Javier Campos, Théo Ceccaldi, le Théâtre de l'unité...
Il a aussi participé comme intervenant à de nombreux ateliers, écrit des textes sociaux et poétiques, participé à des créations théâtrales (avec Charles Pennequin), réalisé des émissions de radio, composé des musiques de films et de théâtre et joué comme acteur dans deux longs métrages et plusieurs pièces de théâtre.

## Discographie
- 2015 : La vie moins chère, Fantazio, Benjamin Colin, Denis Charolles & The Gang (La Fugitive / La Triperie / Believe Digital)
- 2013 : Jean-François Vrod & Fantazio
- 2012 (LP) : A sonic meeting Katherina EX et Fantazio. (Fantaztic Records)
- 2010 (Double LP) : Lost and found sounds Fantazio, Akosh.S et Denis Charolles, (Fantaztic Records)
- 2009 (CD et LP) : 5000 ans de danse crue et de grands pas chassés[5] Fantazio Gang. (La Triperie / Pias)
- 2005 (CD et LP) : The sweet little mother fuckin' show[6] Fantazio Gang. (La Triperie / Pias)
- 2002 (CD) : Black Betty - Live à Rennes Fantazio, Dgiz, Stephen Harrison, Cyrille Andrieu (Les Ateliers du Vent)

## Spectacles (créations)
- 2013 : Une histoire intime d’Éléphant Man[7], spectacle / performance / conférence, de et avec Fantazio au Théâtre de la Cité internationale (La Triperie / CCPC).
- 2012 : L'été en apesanteur[4], de Kitsou Dubois et Fantazio, au Festival Paris quartier d'été
- 2012 : Solo en dédoublements, au Théâtre de la Cité internationale
- 2011 : Dans le collimateur de Fantazio, au Théâtre Auditorium de Poitiers, avec Fantazio Gang, J.Chauchat, DJ Shalom, DJ Junkazlou, Hervé Sika et Rita Burattini
- 2011 : Place du Colonel F., au Festival international de théâtre de rue (Aurillac), de et avec Fantazio, Jean-Paul Curnier, Jean-François Vrod DJ Shalom, François Tanguy, Pierre Cadiot, Plug In Circus, l'association Emmetrop et la revue Cassandre (revue)
- 2011 : Fantazio for kids, spectacles pour enfants à la (Cité de la musique, au Centre musical Fleury Goutte d'Or-Barbara, à la Dynamo / Banlieues Bleues, au Théâtre Auditorium de Poitiers, à l'Espace Khiasma et à La Cigalière de Sérignan)
- 2008 : Musiques de rue, à Besançon, de et avec Fantazio, René Lacaille, Katherina EX et le Quatuor Bela
- 2007 : Feux d'hiver, à la Scène nationale de Calais / Le Channel

## Publications
- Histoire intime d’Éléphant man, L'Œil d'or, 2018,  (ISBN 9782913661943)

## Résidences et cartes blanches
Résidences en collaboration avec le Conseil départemental de la Seine-Saint-Denis :
- Théâtre de la Cité internationale : L'été en apesanteur[4] avec Kitsou Dubois et Une histoire intime d’Éléphant Man[7]
- 2013/2014 et 2014/2015 : La Dynamo / Banlieues Bleues, série de spectacles (Indus Bandits, A Sonic Meeting, Fantazio & Vrod for Kids, Fantazio Mobile Social Service, Monnaie de singe)

Cartes blanches :
- 2011 : Carte blanche au Théâtre Auditorium de Poitiers
- 2011 : Festival international de théâtre de rue (Aurillac)
- 2007 : Feux d’hiver Le Channel / Scène nationale de Calais
- 2007 : Festival Musiques de Rue (Besançon)

## Filmographie

### Cinéma
- 2018 : Le Zouave de Neptune, de Simon Fravega
- 2011 : Bye Bye Blondie, de Virginie Despentes
- 2009 : Monsieur Morimoto de Nicola Sornaga

## Théâtre
- 2006 : Le Grand Cahier, mis en scène par Estelle Savasta

## Performances
- 2018 : Sur la transe, Festival Rush, Le 106, Rouen
- 2018 : Histoire intime d’Éléphant Man, Maison de la grève, Rennes
- 2018 : Artavazd Pelechian : Les Saisons, Inhabitants, The End, ciné-concert au Théâtre antique d'Arles
- 2018 : Paritura/ Sparizione : performance filmée et jouée pour la clôture de  la dernière exposition de la Maison Rouge, L'envol
- 2017 : Professeur Fantata, Picasso primitif, Musée du quai Branly
- 2017 : Le Zouave de Neptune, Bandits-Mages, Château d'Eau
- 2016-17 : Seul avec Bashung, le Grand Paris, Galerie HUS, Paris, Montmartre
- 2015 : Ensemble Vide, avec Céline Hänni, pour le Musée d'art moderne et contemporain (Genève)
- 2014 : Nuit Blanche, pour le Festival Frasq au Générateur (Gentilly), avec Charles Pennequin
- 2014 : La Liberté et l’errance, Scènes primitives, conférences-performances avec Jean-Paul Curnier et Yves Robert
- 2013 : Incidents, d’après Daniil Harms, au Théâtre des Bouffes-du-Nord et à L'Espace Malraux, Scène Nationale de Savoie
- 2012 : Autour du film L'Opérateur, projection / concert à l'Espace Khiasma (Paris)
- 2009 : Même pas peur #2, pour le Groupe de recherche et d'improvisation musicales (Marseille)
- 1998 : Performances avec SP23 (Spiral Tribe) durant toute la semaine du Festival Central Church (Brighton)
- 1997 : Performances à Tokyo, Kyoto et Osaka (Japon)
- 1997 : Performances avec Mas I Mas Sound System
- 1996 : Berliner Ensemble (Berlin)
- 1994 : El Expresso del Hielo, tournée ferroviaire avec la Mano Negra (et leur chanteur Manu Chao) et les French Lover's, en Colombie

## Musiques de films et pour le théâtre
- 2020 : In a Silent Way (film) de Gwenaël Breës
- 2014 : La Beauté (théâtre) de Delphine Vespier
- 2014 : Suite à un voyageur (court-métrage) de Julie et Yan Rambaud
- 2012 : Monsieur l'Abbé (film) de Blandine Lenoir
- 2011 : Rives (film) de Armel Hostiou
- 2010 : Indices (film) de Vincent Glenn
- 2009 : Monsieur Morimoto (film) de Nicola Sornaga
- 2007 : Sombres héros (film) de Jeanne Hadorn
- 2005 : Contre-temps (film) de Armel Hostiou
- 2004 : Chasseurs de dragons (série télévisée d'animation) : 14 épisodes de la série TV en bande-dessinée, co-composés avec Frank Williams, Benjamin Colin et Olivier Bodin

## Commandes / créations
- de 2013 à 2016 : Radio Fantazio (Arte Radio), émission bimestrielle réalisée principalement par Fantazio et Julien Boudart, avec l’aide d’Arnaud Forest
- 2013 : Parade et chansons, pour l’Alliance française de Pondichéry, en collaboration avec de jeunes étudiants en français
- 2013 : Bal pour Les Estivales de Savoie (Conseil départemental de la Savoie), 3 œuvres réarrangées avec Stéphane Daniélidès, et jouées par l'Orchestre de Savoie
- 2012 : Texte d'introduction de l'ouvrage Natures humaines, recueil de photographies d’Alexandra Pouzet
- 2010 : Haïku 11, pièce contemporaine en collaboration avec Denis Schuler et le Quatuor Béla
- 2010 : Les Musiques de la boulangère, CD réalisé avec le compositeur Nicolas Frize et les détenus longues peines de la Centrale de Poissy